# Szybkowar

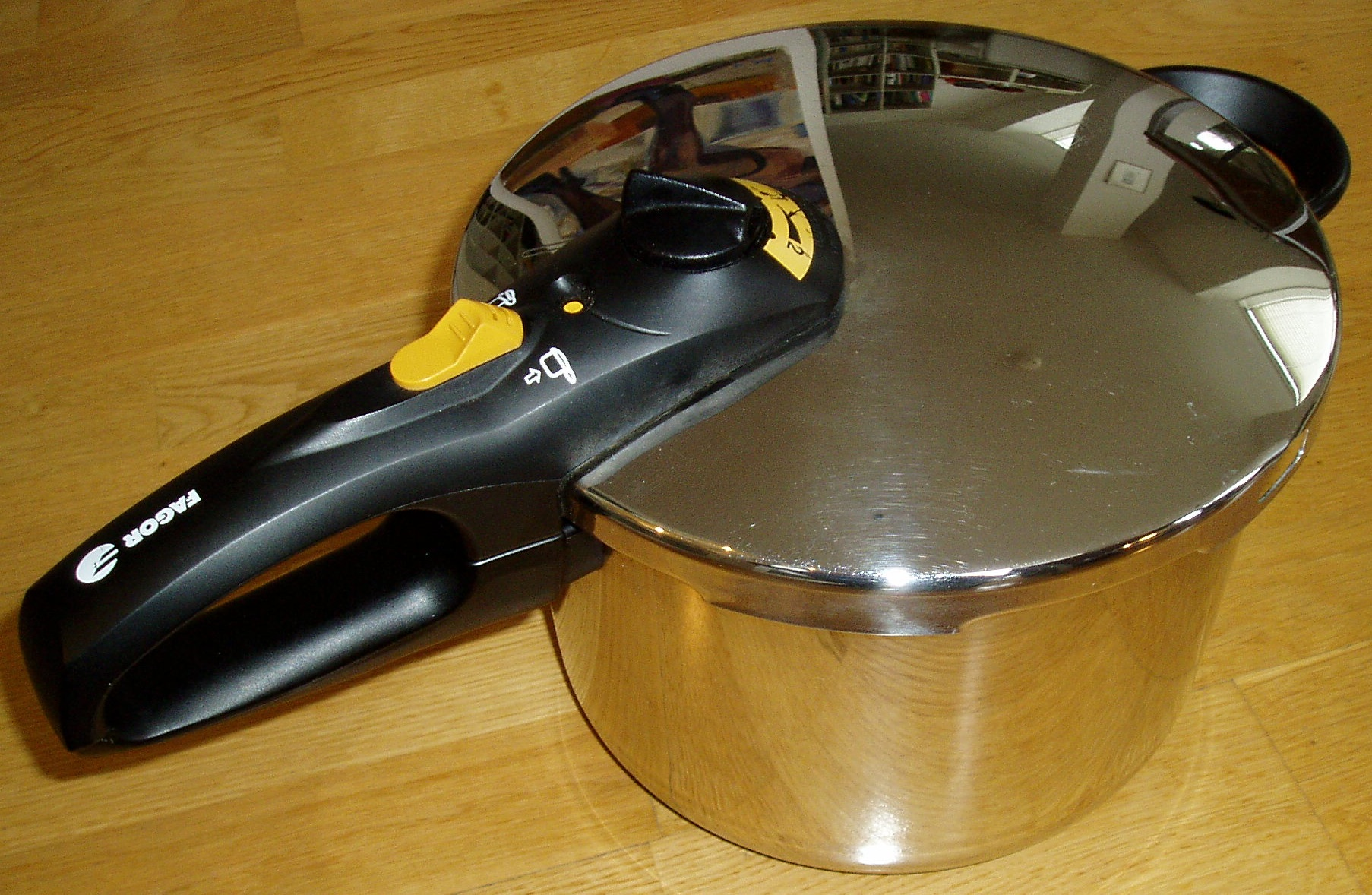
Szybkowar

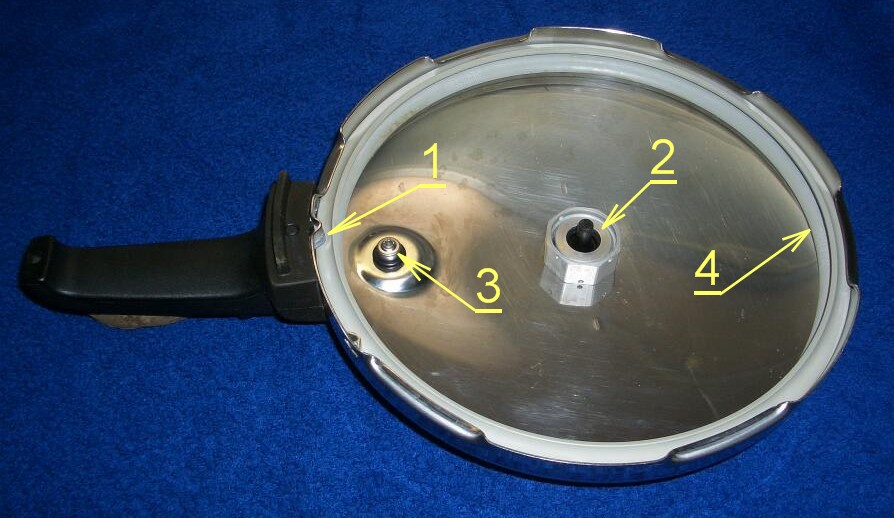
Wnętrze pokrywy szybkowara. Widoczne zazębienia do łączenia pokrywy z naczyniem. Legenda: 1 – kształtka do pozycjonowania pokrywy; 2 – robocze ujście pary; 3 – sprężynowy zawór bezpieczeństwa; 4 – uszczelka

Zawór bezpieczeństwa; zamknięty i otwarty

Szybkowar – szczelny garnek, w którym w czasie gotowania potraw następuje wzrost ciśnienia. Powoduje to wzrost temperatury wrzenia wody i przyspieszenie procesu gotowania.

## Konstrukcja
Podczas gotowania wewnątrz typowego domowego szybkowaru panuje nadciśnienie robocze ok. 1 atmosfery (ciśnienie absolutne około 202 kPa). Przy ciśnieniu 2 atmosfer woda wrze w temperaturze około 130 °C.
Szybkowar jest naczyniem wykonanym najczęściej z aluminium lub stali nierdzewnej. Pokrywa wyposażona jest w uszczelkę lub bez uszczelki i mocowana do naczynia za pomocą zazębień (pokrywy okrągłe, patrz zdjęcie) lub przez docisk (pokrywy owalne). Ciśnienie pary dodatkowo dociska pokrywę do kołnierza naczynia, zapewniając dużą szczelność połączenia. Szybkowar nie jest jednak całkowicie szczelny, ponieważ to doprowadziłoby do jego rozerwania w wyniku wzrostu ciśnienia w czasie gotowania. Wyposażony jest w zawór-regulator, utrzymujący stałe nadciśnienie w jego wnętrzu poprzez wypuszczanie nadmiaru pary, oraz w zawór bezpieczeństwa, otwierający się w wypadku zablokowania się zaworu regulatora. Zawory te zazwyczaj umieszczone są w pokrywie.
W większości szybkowarów konstrukcja zaworu-regulatora jest bardzo prosta. Jest to ruchoma, ciężka sztabka metalu zawieszona na krótkim, pionowym pręcie. Sztabka ta w pozycji najniższej blokuje otwór zaworu. W momencie, gdy ciśnienie wewnątrz szybkowaru przekracza pewną wartość, sztabka jest przez to ciśnienie unoszona do góry, a nadmiar pary może w tym czasie wylecieć z garnka, co powoduje obniżenie ciśnienia i opadnięcie sztabki blokującej ponownie zawór. W niektórych szybkowarach zawory są zaopatrywane w rodzaj przeciwwagi, umożliwiającej regulację ciśnienia wewnątrz garnka przez zmianę położenia obciążnika przeciwwagi.
Zawór bezpieczeństwa ma często postać "grzybka" umieszczonego na sprężynie lub bez sprężyny dociskanego grawitacyjnie. Siła, jaka dociska go, jest tak dobrana, iż po przekroczeniu ustalonego ciśnienia wewnątrz garnka zawór się otwiera. Podczas normalnego użytkowania szybkowaru jest on cały czas zamknięty. Zaworem bezpieczeństwa może być też zatyczka z miękkiej gumy, wypychana z otworu w pokrywie po przekroczeniu zadanego ciśnienia. Inne rozwiązanie to wymienna wkładka z niskotopliwego stopu, rozszczelniająca szybkowar po przekroczeniu zadanej temperatury przez stopienie lub zmięknięcie i wypchnięcie pozostałości przez ciśnienie pary.

## Historia
Szybkowar został wynaleziony przez Denisa Papina w 1679 r. Papin nazwał swój wynalazek "zmiękczaczem kości". Na jego cześć szybkowar był długo nazywany kociołkiem Papina.

## Zastosowanie
Szybkowar ma wiele zalet: Przyspiesza proces gotowania co pozwala na oszczędność czasu i energii oraz zmniejsza ilość substancji wymywanych z potraw. Można go myć w zmywarce (tylko stalowe). Potrawy zachowują więcej wartości odżywczych, gdyż składniki nie uciekają z parą tak bardzo, jak to ma miejsce w zwykłym garnku. Uciążliwą wadą jest utrudnione kontrolowanie procesu gotowania (aby sprawdzić czy potrawa jest gotowa, trzeba podnieść pokrywkę, co czyni całe urządzenie zwyczajnym garnkiem).
Szybkowary mogą być wykorzystywane jako amatorskie autoklawy. Autoklaw można też wykorzystywać amatorsko jako szybkowar.
W warunkach wysokogórskich, szybkowary mogą być niezbędne do gotowania potraw. Na przykład, na wysokości 6000 metrów nad poziomem morza, woda wrze w temperaturze 81 °C. W tych warunkach, gotowanie bez szybkowara jest długotrwałe, jeśli w ogóle możliwe. Darwin opisał ten problem w następujący sposób:

Z powodu zmniejszonego ciśnienia atmosferycznego w miejscu naszego noclegu, woda wrze tam w temperaturze niższej niż w mniej wyniesionym terenie; przypadek odwrotny od tego obserwowanego w kociołku Papina. Dlatego kartofle, pomimo gotowania przez szereg godzin, były tak twarde jak na początku. Garnek został zostawiony na ogniu na całą noc, gotowany ponownie następnego ranka, a jednak kartofle się nie ugotowały. Dowiedziałem się o tym po podsłuchaniu dwóch towarzyszy starających się ustalić przyczynę; doszli oni do następującego prostego wniosku "przeklęty garnek (który był nowy) postanowił nie gotować kartofli".